# 孔雀王朝 (電影)
《孔雀王朝》是1979年上映的一部香港武俠動作電影，改編自古龍武俠小說《武林外史》。電影由楚原編導，姜大衛、余安安、井莉主演。其他演員包括王鍾、陳萍、李修賢、羅烈、井淼、徐少強、元華、艾飛、林輝煌、顧冠忠、劉慧玲、韋弘、王龍威、夏萍、陸劍明等。

## 獎項
- 第廿五屆亞洲影展動作片最佳導演

## 外部連結
- 香港影庫上《孔雀王朝》的資料（繁體中文）
- 时光网上《孔雀王朝》的資料（简体中文）
- 豆瓣电影上《孔雀王朝》的資料 （简体中文）
- 互联网电影数据库（IMDb）上《孔雀王朝》的资料（英文）